# معطيات الوقت الفعلي

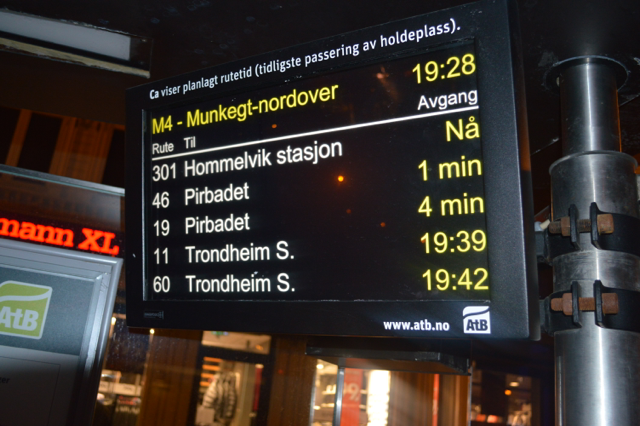

معطيات الوقت الفعلي هي معلومات تعرض فور جمعها بلا تأخير. وتعالج هذه المعطيات باستخدام الحوسبة في الوقت الفعلي كما يجوز تخزينها أيضا لتحلل لاحقا أو بلا إنترنت.